# Osmá třída (film)
Osmá třída (v anglickém originále Eighth Grade) je americká filmová dramatická komedie z roku 2018. Režie a scénáře se ujal Bo Burnham. Ve snímku hrají hlavní role Elsie Fisher, Josh Hamilton, Emily Robinson, Jake Ryan a Fred Hechinger.
Film měl premiéru na Filmovém festivalu Sundance dne 19. ledna 2018 a ve Spojených státech amerických byl do kin uveden 13. července 2018. V České republice se nepromítal. Americký filmový institut ho zařadil mezi nejlepší desítku filmů roku 2018. Film získal čtyři nominace na cenu Independent Spirit Awards a nominaci pro Fisher na Zlatý glóbus.

## Obsazení
- Elsie Fisher jako Kayla Day
- Josh Hamilton jako Mark Day
- Emily Robinson jako Olivia
- Catherine Oliviere jako Kennedy Graves
- Jake Ryan jako Gabe
- Luke Prael jako Aiden Wilson
- Daniel Zolghadri jako Riley

## Produkce

### Casting
O roli Kayly se ucházelo padesát dívek. Nakonec ji získala Elsie Fisher, tehdy třináctiletá. Burnham si ji vybral, protože jako jediná byla stydlivá a snažila se být sebevědomá, zatímco u ostatních uchazeček tomu bylo naopak. Objevil ji na Youtube a musela se zúčastnit tří konkurzů. Josh Hamilton byl obsazen díky otcovskému vzhledu.
Učitelé a studenti základní školy Suffern Middle School v New Yorku tvořili komparz.

### Natáčení
Natáčení probíhalo v Suffernu ve státě New York v létě 2017 a trvalo 27 dnů. Scény před nákupním centrem se natáčely před centrem Palisades Center ve West Nyacku ve státě New York a interiéry v nedalekém The Galleria ve White Plains.

## Přijetí

### Tržby
Film se začal promítat 13. července. Za první víkend vydělal ve čtyřech kinech 252 284 dolarů, za druhý v 33 kinech 794 370 dolarů a za třetí ve 158 kinech 1,3 milionu dolarů.
Rozšíření do 10 084 kin se uskutečnilo dne 3. srpna a za tři dny film přinesl dalších 6,6 milionů dolarů.
K 10. prosinci dosáhl zisk 2018 13,5 milionů dolarů po celém světě. Rozpočet filmu činil 2 miliony dolarů.

### Recenze
Film získal pozitivní recenze od kritiků. Na recenzní stránce Rotten Tomatoes získal z 219 započtených recenzí 99 procent s průměrným ratingem 8,9 bodů z deseti. Na serveru Metacritic snímek získal z 46 recenzí 89 bodů ze sta. Na Česko-Slovenské filmové databázi si snímek k 10. prosinci drží 66%.

### Ocenění a nominace
| Ocenění                                       | Datum ceremoniálu            | Kategorie                          | Nominovaní                                             | Výsledek          |
| --------------------------------------------- | ---------------------------- | ---------------------------------- | ------------------------------------------------------ | ----------------- |
| Americký filmový institut                     | 4. leden 2019                | nejlepších deset filmů roku 2018   |                                                        | vítězství         |
| Chicago Film Critics Association              | 8. prosinec 2018             | nejlepší původní scénář            | Bo Burnham                                             | nominace          |
| Chicago Film Critics Association              | 8. prosinec 2018             | nejslibnější filmař                | Bo Burnham                                             | nominace          |
| Chicago Film Critics Association              | 8. prosinec 2018             | nejslibnější umělec                | Elsie Fisher                                           | vítězství         |
| Detroit Film Critics Society                  | 3. prosinec 2018             | nejlepší film                      |                                                        | vítězství         |
| Detroit Film Critics Society                  | 3. prosinec 2018             | nejlepší režisér                   | Bo Burnham                                             | nominace          |
| Detroit Film Critics Society                  | 3. prosinec 2018             | nejlepší herečka v hlavní roli     | Elsie Fisher                                           | nominace          |
| Detroit Film Critics Society                  | 3. prosinec 2018             | nejlepší herec ve vedlejší roli    | Josh Hamilton                                          | vítězství         |
| Detroit Film Critics Society                  | 3. prosinec 2018             | nejlepší obsazení                  | obsazení                                               | nominace          |
| Detroit Film Critics Society                  | 3. prosinec 2018             | objev roku                         | Bo Burnham                                             | vítězství         |
| Detroit Film Critics Society                  | 3. prosinec 2018             | objev roku                         | Elsie Fisher                                           | nominace          |
| Detroit Film Critics Society                  | 3. prosinec 2018             | nejlepší scénář                    | Bo Burnham                                             | nominace          |
| Filmový festival Heartland                    | 11.–21. října 2018           | skutečně smutný film               | Bo Burnham                                             | vítězství         |
| Gotham Awards                                 | 26. listopadu 2018           | objev roku – režisér               | Bo Burnham                                             | vítězství         |
| Gotham Awards                                 | 26. listopadu 2018           | objev roku – herec                 | Elsie Fisher                                           | vítězství         |
| Independent Spirit Awards                     | 13. února 2019               | nejlepší film                      | Eli Bush, Scott Rudin, Christopher Storer, Lila Yacoub | dosud nevyhlášeno |
| Independent Spirit Awards                     | 13. února 2019               | nejlepší herečka                   | Elsie Fisher                                           | dosud nevyhlášeno |
| Independent Spirit Awards                     | 13. února 2019               | nejlepší herec ve vedlejší roli    | Josh Hamilton                                          | dosud nevyhlášeno |
| Independent Spirit Awards                     | 13. února 2019               | nejlepší první scénář              | Bo Burnham                                             | dosud nevyhlášeno |
| Mezinárodní filmový festival v San Fransicu   | 4. – 17. dubna 2018          | nejlepší film                      | Bo Burnham                                             | vítězství         |
| Mezinárodní filmový festival v Seattlu        | 17. května – 10. června 2018 | nejlepší film                      | Bo Burnham                                             | vítězství         |
| Mezinárodní filmový festival v Seattlu        | 17. května – 10. června 2018 | nejlepší herečka                   | Elsie Fisher                                           | vítězství         |
| National Board of Review                      | 27. listopadu 2018           | nejlepších deset filmů roku 2018   |                                                        | vítězství         |
| National Board of Review                      | 27. listopadu 2018           | nejlepší režisérský debut          | Bo Burnham                                             | vítězství         |
| New York Film Critics Circle                  | leden 2019                   | nejlepší první film                | Bo Burnham                                             | vítězství         |
| Satellite Awards                              | 17. února 2019               | nejlepší herečka (muzikál/komedie) | Elsie Fisher                                           | dosud nevyhlášeno |
| Satellite Awards                              | 17. února 2019               | nejlepší původní scénář            | Bo Burnham                                             | dosud nevyhlášeno |
| Satellite Awards                              | 17. února 2019               | nejlepší nezávsilý film            | A24                                                    | dosud nevyhlášeno |
| Sundance London Film Festival                 | 31. května – 3. června 2018  | nejoblíbenější film u publika      | Bo Burnham                                             | vítězství         |
| Washington D.C. Area Film Critics Association | 3. prosinec 2018             | Objev roku                         | Elsie Fisher                                           | vítězství         |
| Washington D.C. Area Film Critics Association | 3. prosinec 2018             | nejlepší původní scénář            | Bo Burnham                                             | nominace          |
| Zlatý glóbus                                  | 6. ledna 2019                | nejlepší herečka (muzikál/komedie) | Elsie Fisher                                           | dosud nevyhlášeno |